# 國道426號

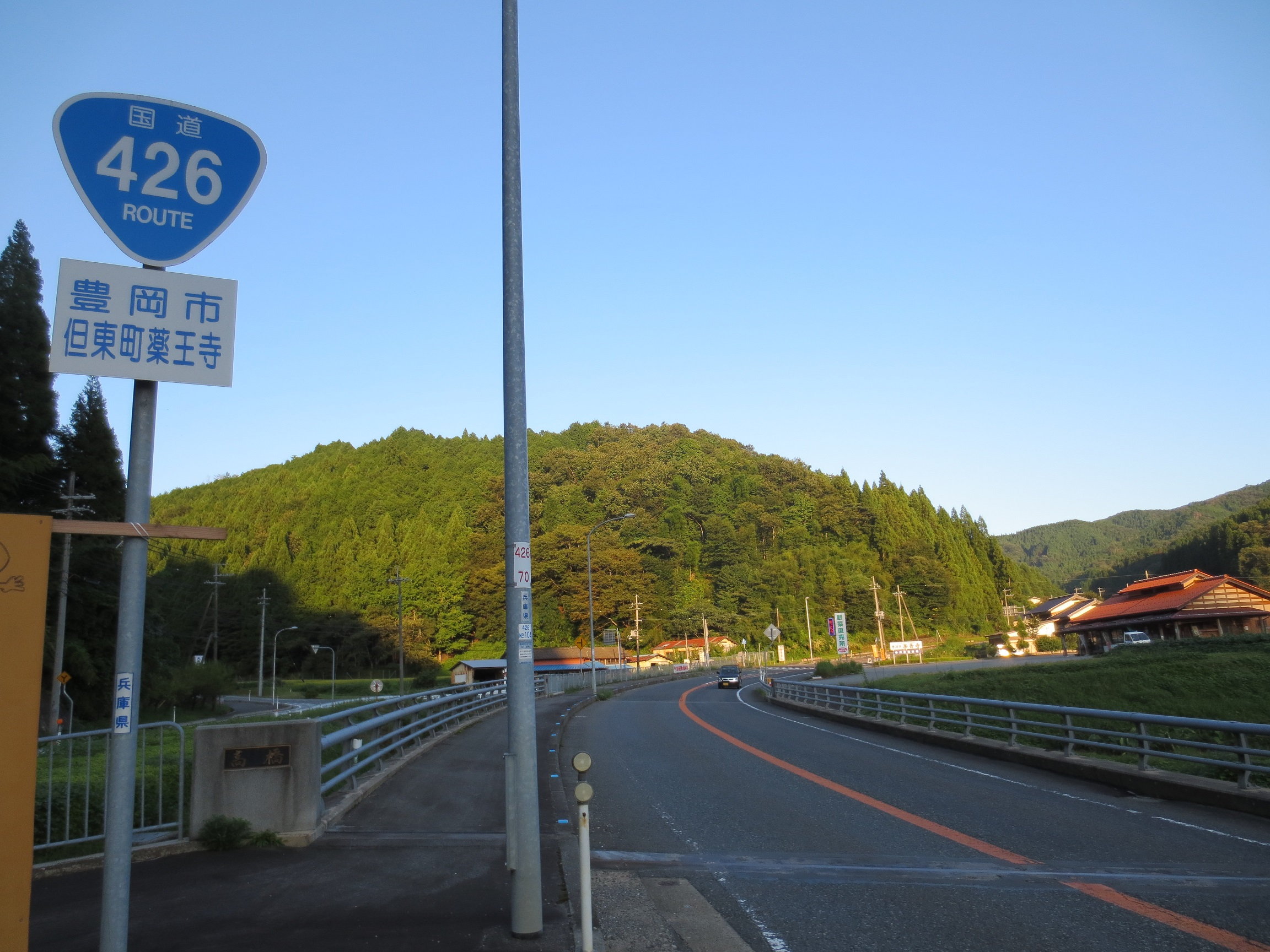
豐岡市但東町藥王寺附近（2013年9月）

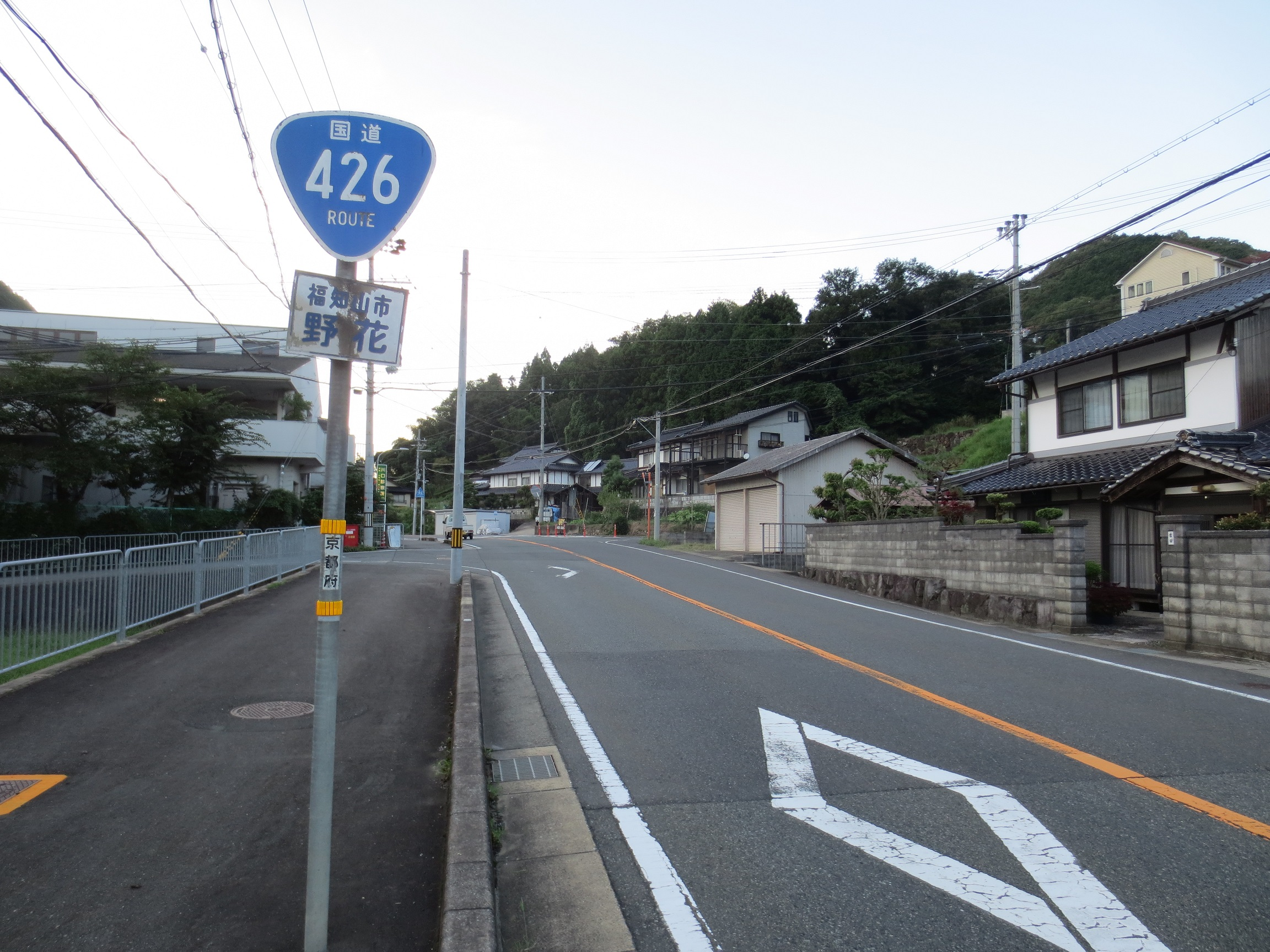
終點野花交差點附近（2013年9月）。福知山市野花

國道426號為日本起於兵庫縣豐岡市而終於京都府福知山市的一般國道。

## 概要

### 路線
- 陸上長：49.6km
- 起點：兵庫縣豐岡市（下陰池之內交差點＝國道178號交點）
- 終點：京都府福知山市（野花交差點＝國道9號交點）
- 指定路段：無
- 兵庫縣域＝兵庫縣但馬縣民局豐岡土木事務所管理。
- 京都府域＝京都府中丹西土木事務所管理。

## 共線路段
- 國道482號：豐岡市出石町 - 豐岡市但東町

## 通過市町村
- 兵庫縣
  - 豐岡市
- 京都府
  - 福知山市

## 主要連接道路
- 國道178號（豐岡市）
- 國道312號（豐岡市）
- 國道482號（豐岡市）
- 國道9號（福知山市）

## 別名
- 登尾道路（兵庫縣・京都府境登尾峠隧道路段）

## 周邊設施
- 絲溫泉（豐岡市）

## 關連項目
- 近畿地方道路列表